# The Wizard of Arts
The Wizard of Arts es un corto de animación estadounidense de 1941, de la serie Animated Antics. Fue producido por los estudios Fleischer y distribuido por Paramount Pictures.

## Argumento
Un ingenioso escultor nos presenta su obra, basada toda ella en juegos de palabras.

## Realización
The Wizard of Arts es la décima entrega de la serie Animated Antics (bufonadas animadas) y fue estrenada el 8 de agosto de 1941.